# Rottalhorn
Il Rottalhorn (3.972 m s.l.m.) è una montagna delle Alpi Bernesi posta sul confine tra il Canton Berna ed il Canton Vallese.

## Descrizione

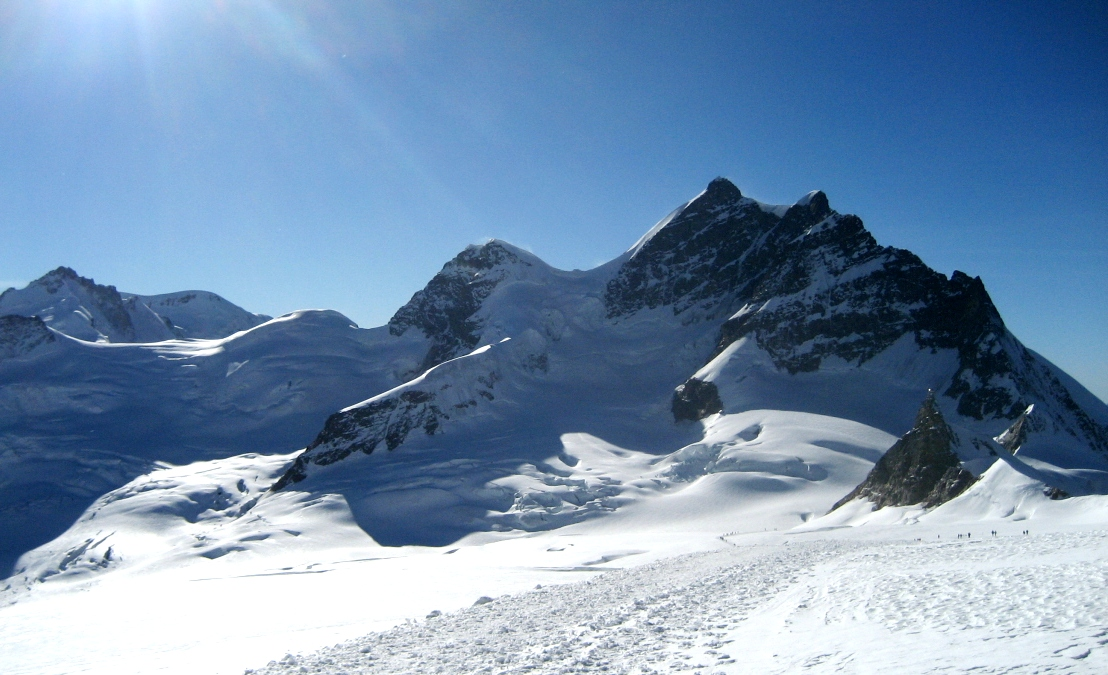
A destra la Jungfrau ed al centro il Rottalhorn visti dal Jungfraufirn.

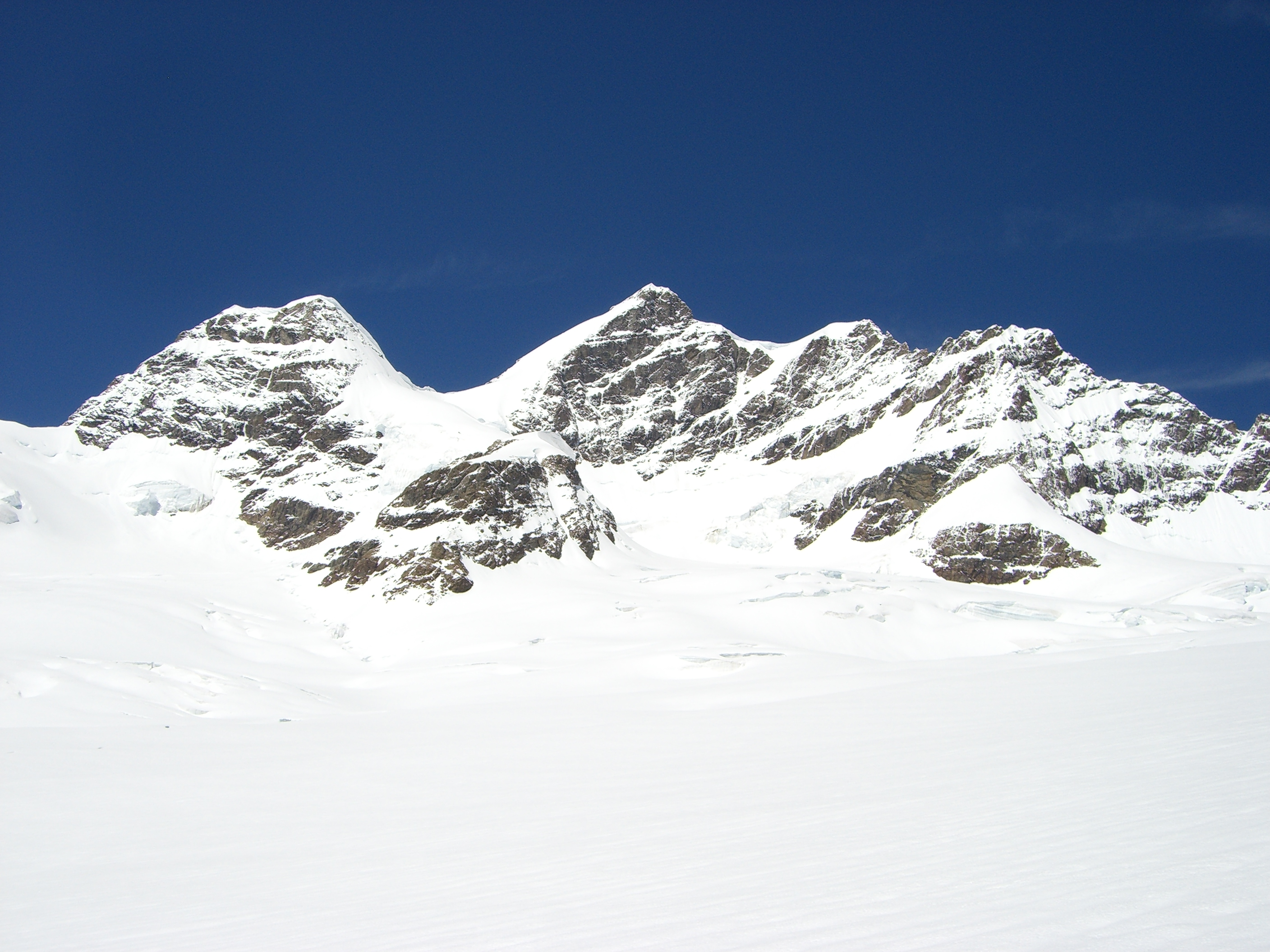
Da sinistra: il Rottalhorn, la Jungfrau e la Wengen Jungfrau.

È collocato circa 600 m a sud della più alta e più importante Jungfrau.